# Comuna Baciu, Cluj
Baciu (în maghiară Kisbács, germană Botschendorf) este o comună în județul Cluj, Transilvania, România, formată din satele Baciu (reședința), Corușu, Mera, Popești, Rădaia, Săliștea Nouă și Suceagu.
Din punct de vedere etnografic, comuna face parte din Țara Călatei (în maghiară Kalotaszeg).

## Date geografice
Comuna Baciu este situată în zona Dealurilor Clujului, pe stânga râului Nadăș, în imediata apropiere a municipiului Cluj-Napoca, din a cărei zonă metropolitană se preconizează a face parte.
Altitudinea medie: 357 m.
Comuna se întinde pe o suprafață de 76 km², având în 2011 o populație de 10.065 de locuitori. Este compusă din satul Baciu, reședință de comună și satele Corușu, Mera, Popești, Rădaia, Săliștea Nouă și Suceagu.
În imediata apropiere se află Pădurea Hoia, cunoscută pentru o serie de legende urbane asociate unor pretinse fenomene paranormale care au avut loc în zonă.

### Arii protejate
- Cheile Baciului (rezervație naturală mixtă, 3 ha).
- Situl fosilifer Coruș (monument al naturii; rezervație paleontologică, 2 ha).

## Demografie
Componența etnică a comunei Baciu
     Români (58,64%)
     Maghiari (22,42%)
     Romi (3,12%)
     Alte etnii (0,3%)
     Necunoscută (15,52%)
Componența confesională a comunei Baciu
     Ortodocși (50,19%)
     Reformați (16,15%)
     Romano-catolici (6,09%)
     Penticostali (2,18%)
     Greco-catolici (2,12%)
     Baptiști (1,44%)
     Alte religii (4,53%)
     Necunoscută (17,3%)
Conform recensământului efectuat în 2021, populația comunei Baciu se ridică la 13.922 de locuitori, în creștere față de recensământul anterior din 2011, când fuseseră înregistrați 10.317 locuitori. Majoritatea locuitorilor sunt români (58,64%), cu minorități de maghiari (22,42%) și romi (3,12%), iar pentru 15,52% nu se cunoaște apartenența etnică. Din punct de vedere confesional, majoritatea locuitorilor sunt ortodocși (50,19%), cu minorități de reformați (16,15%), romano-catolici (6,09%), penticostali (2,18%), greco-catolici (2,12%) și baptiști (1,44%), iar pentru 17,3% nu se cunoaște apartenența confesională.

## Politică și administrație
Comuna Baciu este administrată de un primar și un consiliu local compus din 17 consilieri. Primarul, Janos Balázs[*], de la Uniunea Democrată Maghiară din România, este în funcție din octombrie 2020. Începând cu alegerile locale din 2024, consiliul local are următoarea componență pe partide politice:
|  | Partid                                 | Consilieri | Componența Consiliului | Componența Consiliului | Componența Consiliului | Componența Consiliului | Componența Consiliului | Componența Consiliului | Componența Consiliului |
|  | -------------------------------------- | ---------- | ---------------------- | ---------------------- | ---------------------- | ---------------------- | ---------------------- | ---------------------- | ---------------------- |
|  | Uniunea Democrată Maghiară din România | 7          |                        |                        |                        |                        |                        |                        |                        |
|  | Partidul Social Democrat               | 4          |                        |                        |                        |                        |                        |                        |                        |
|  | Partidul Național Liberal              | 3          |                        |                        |                        |                        |                        |                        |                        |
|  | Alianța Dreapta Unită                  | 2          |                        |                        |                        |                        |                        |                        |                        |
|  | Alianța pentru Unirea Românilor        | 1          |                        |                        |                        |                        |                        |                        |                        |

### Evoluție istorică

#### Structura etnică
Populația comunei a evoluat de-a lungul timpului astfel:
Baciu - evoluția demografică

0200040006000800010.00018501900193019662002populațiePopulația istorică din Baciu
Date: Recensăminte sau birourile de statistică - grafică realizată de Wikipedia

#### Structura pe localități
Structira populației, dispusă pe localitățile comunei la Recensământul din 2011 era astfel:
- Satul Baciu: 5930 locuitori
- Satul Corușu: 557 locuitori
- Satul Mera: 1360 locuitori
- Satul Popești: 591 locuitori
- Satul Rădaia: 158 locuitori
- Satul Săliștea Nouă: 168 locuitori
- Satul Suceagu: 1300 locuitori

## Istoric
Cercetările arheologice au relevat faptul că localitatea Baciu prezintă urma unor așezări încă din neolitic. Din perioada ocupației romane au fost găsite în zonă trei morminte de incinerație, precum și diverse construcții romane, folosite de către muncitorii carierei de piatră existente aici. Totodată au fost descoperit și porțiuni ale drumului roman pavat cu pietre Napoca-Porolissum și un cimitir roman din imediata sa apropiere.
Localitatea apare atestată documentar sub numele Boach încă din anul 1263, majoritatea locuitorilor săi fiind iobagi. Primul recensământ oficial, efectuat în perioada 1784-1787, a relevat faptul că în Baciu existau 81 case și 483 de locuitori.

## Lăcașuri de cult
- Biserica Reformată-Calvină (secolul al XVIII-lea) din satul Mera.
- Biserica Reformată-Calvină (1747-1749) din satul Suceagu.
- Biserica din lemn „Sf. Ion Botezătorul” (1750) din satul Săliștea Nouă.
- Biserica de lemn (1771) cu picturi originare din satul Suceagu.
- Biserica de lemn Greco-Catolică „Schimbarea la Față” din satul Popești.

## Obiective turistice
- Conacul „Bornemisza-Matskássy” (1804) din satul Popești.
- Fosta Poștă din secolul al XVII-lea, azi casă parohială în satul Corușu.
- Biserica reformată din Suceagu
- Biserica reformată din Mera

## Date economice

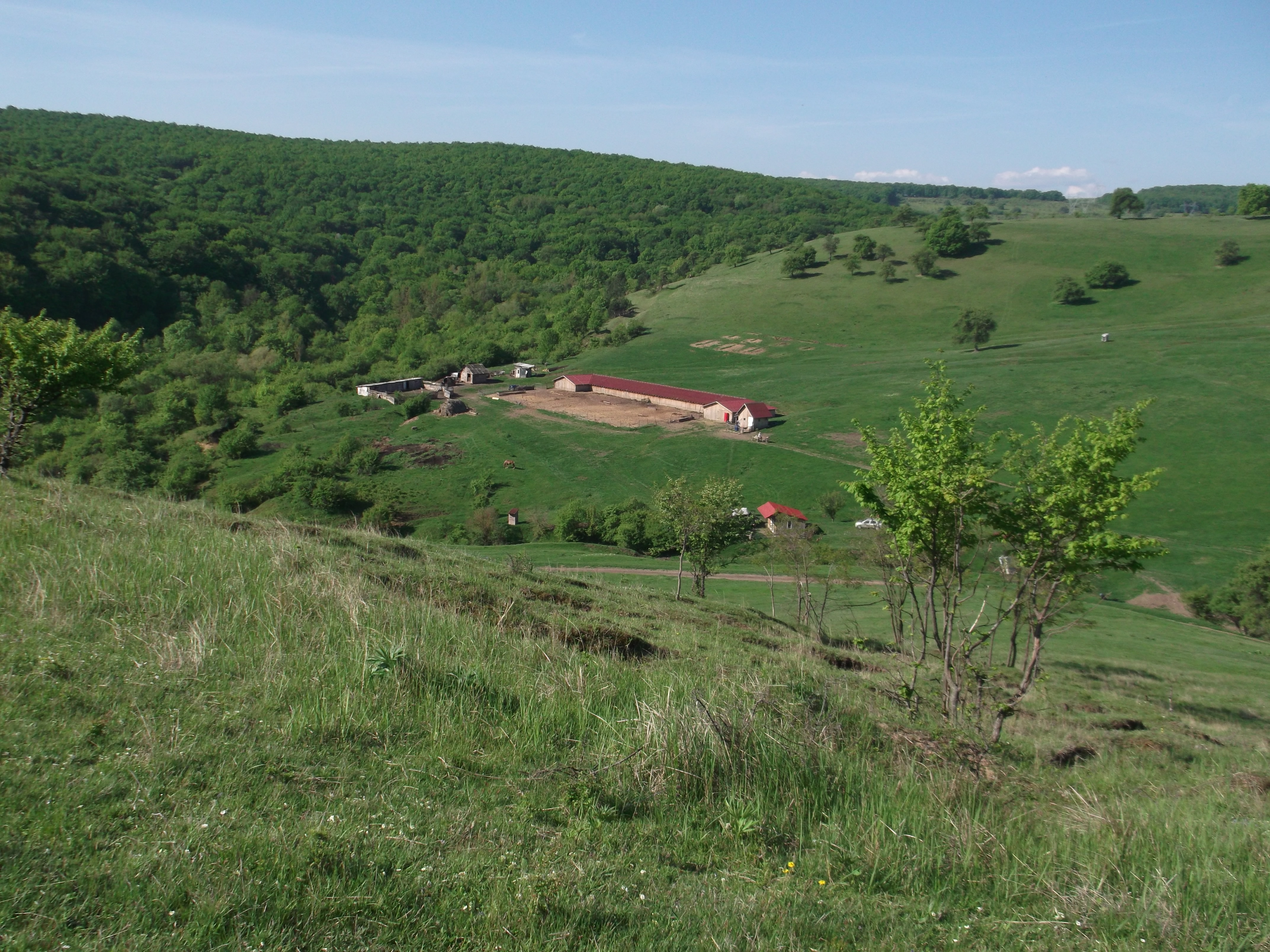
Baciu - partea de sud-vest, granita cu Suceagu

Localitatea a avut o bază economică agrară, fiind cultivate cereale, legume, viță de vie și pomi fructiferi. O altă activitate economică a fost creșterea animalelor.
Dupa cel de-al 2-lea razboi mondial a inceput un proces de modernizare a satului. Pașii pe calea dezvoltării au fost:
- Introducerea de tehnologii moderne pentru exploatarea celor 2 cariere de piatra
- Deschiderea unei platforme industriale
- Electrificarea comunei
- Realizarea unui sistem de alimentare a populatiei cu apa potabila
- Construirea unor cartiere de blocuri pentru locuit
- Introducerea gazului metan
- ș.a.

## Imagini

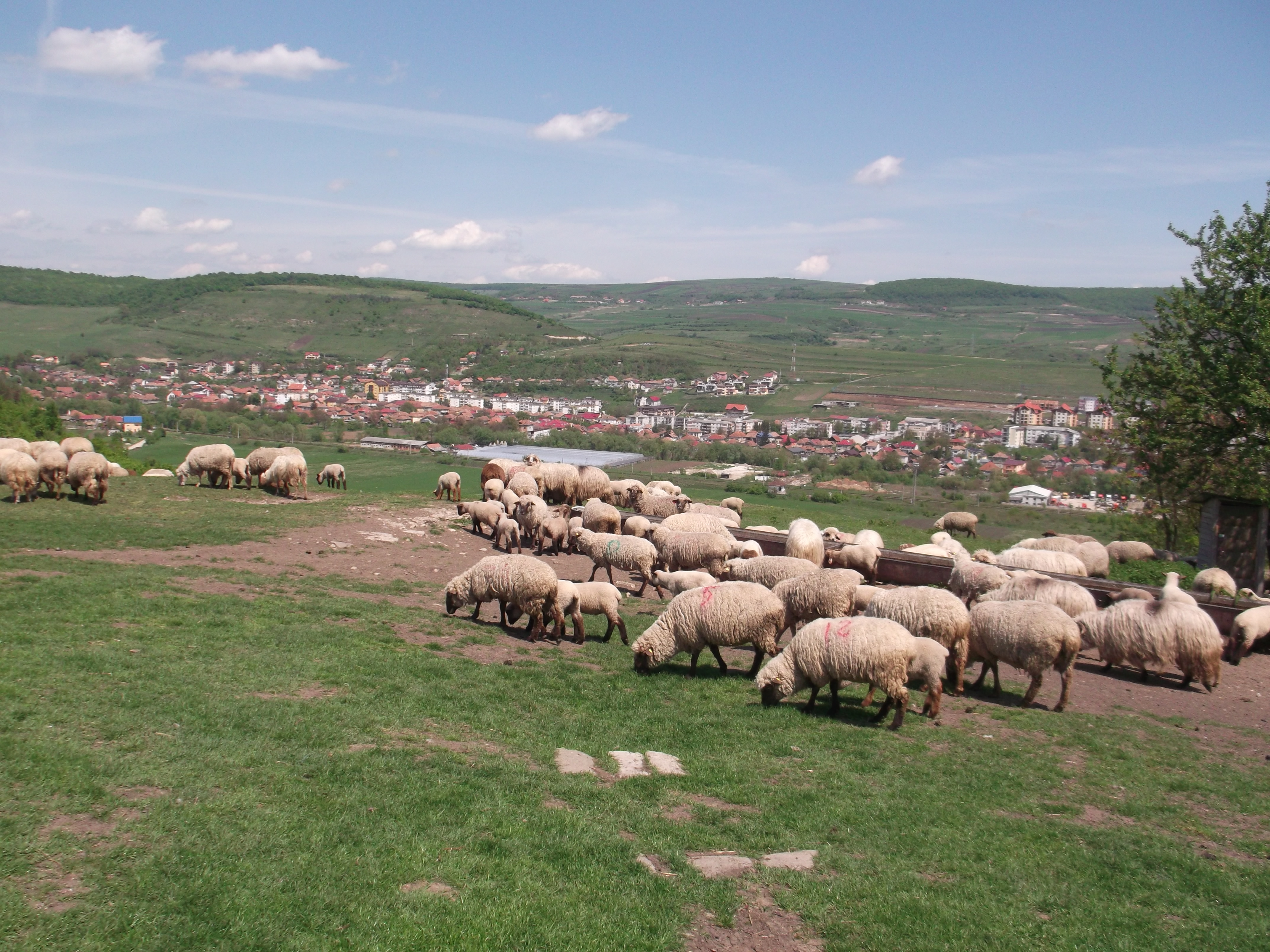
Baciu
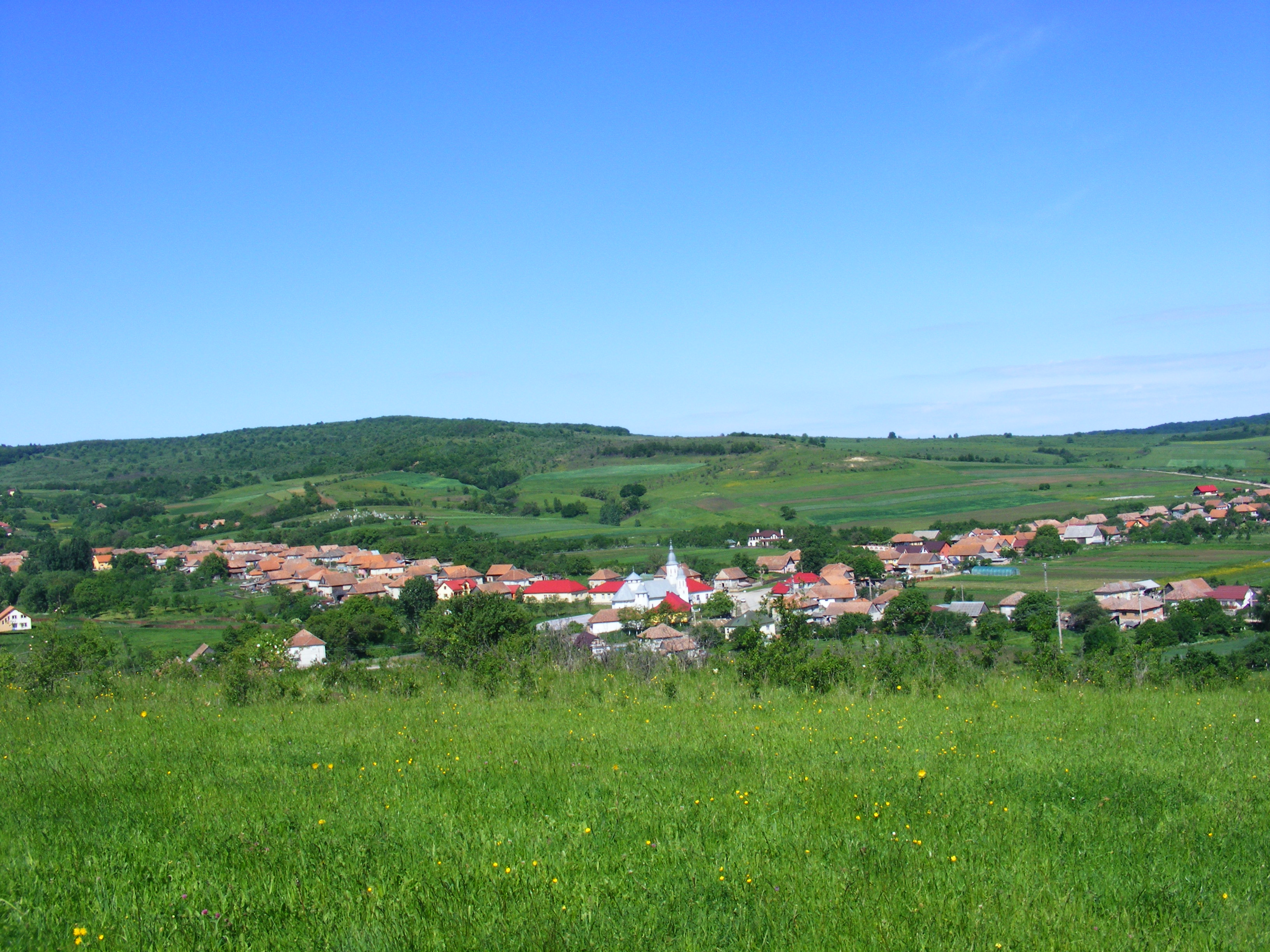
Corușu
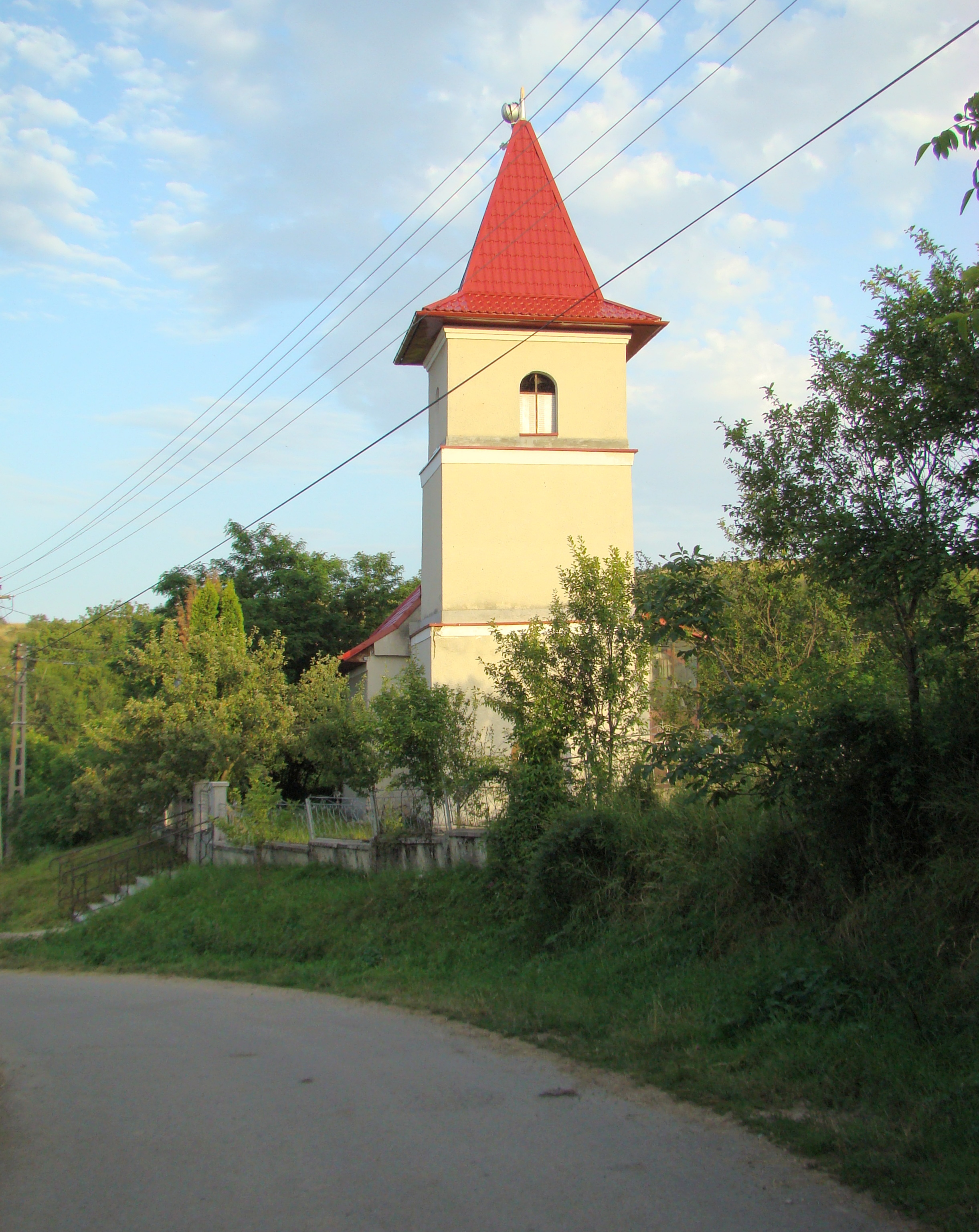
Biserica ortodoxă veche din satul Corușu
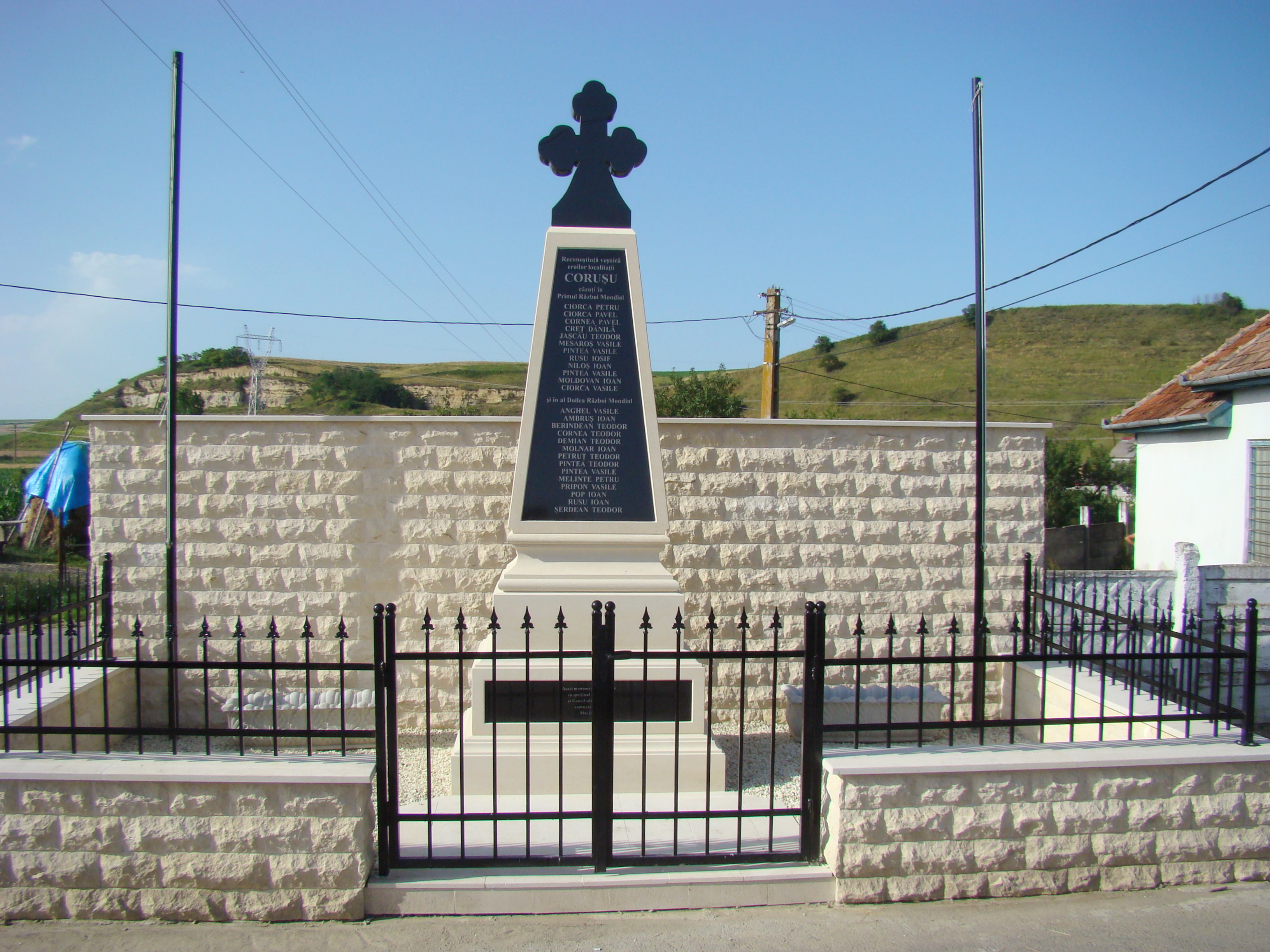
Monumentul Eroilor din satul Corușu
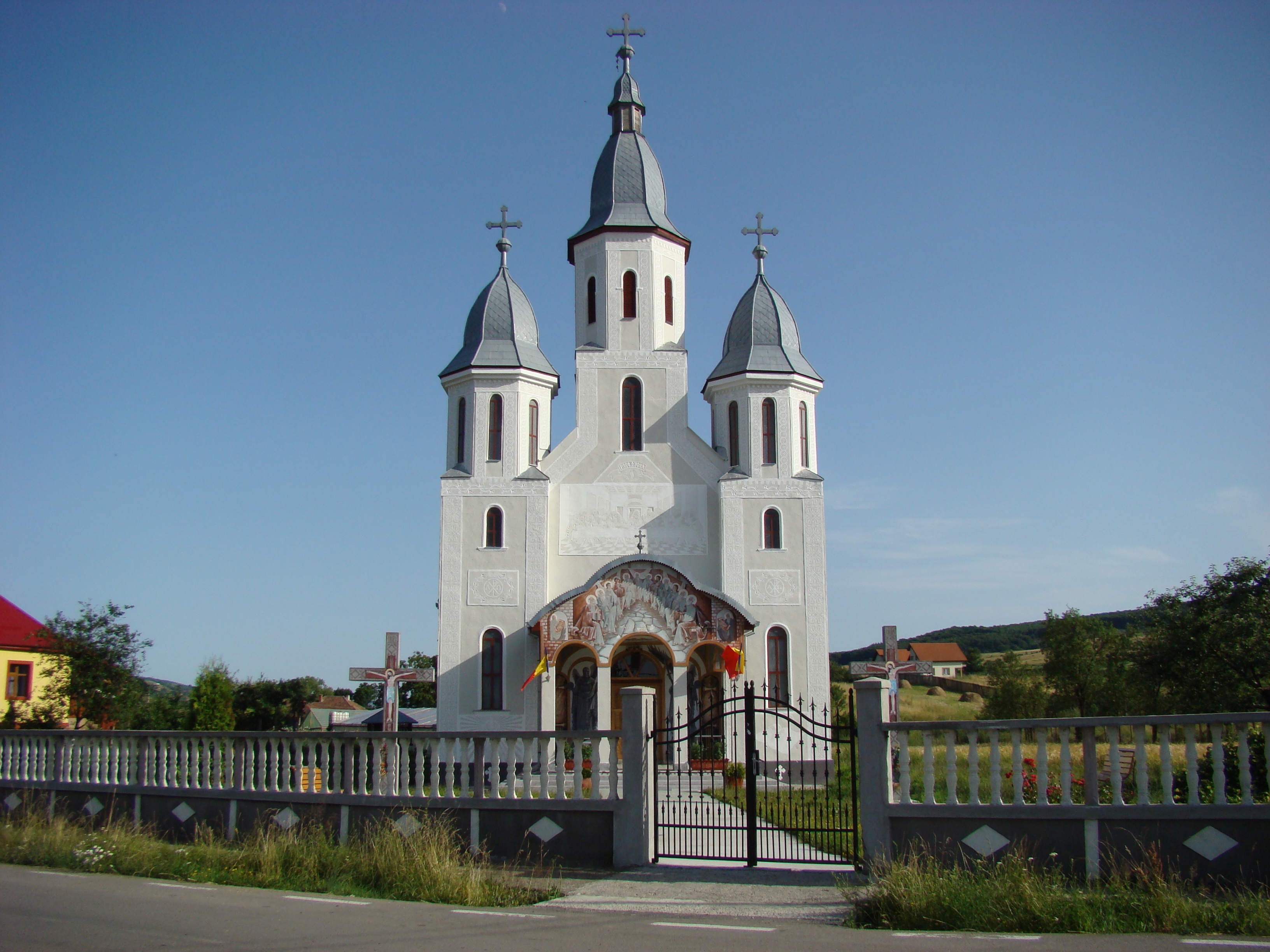
Biserica ortodoxă nouă cu hramul „Pogorârea Sfântului Duh”
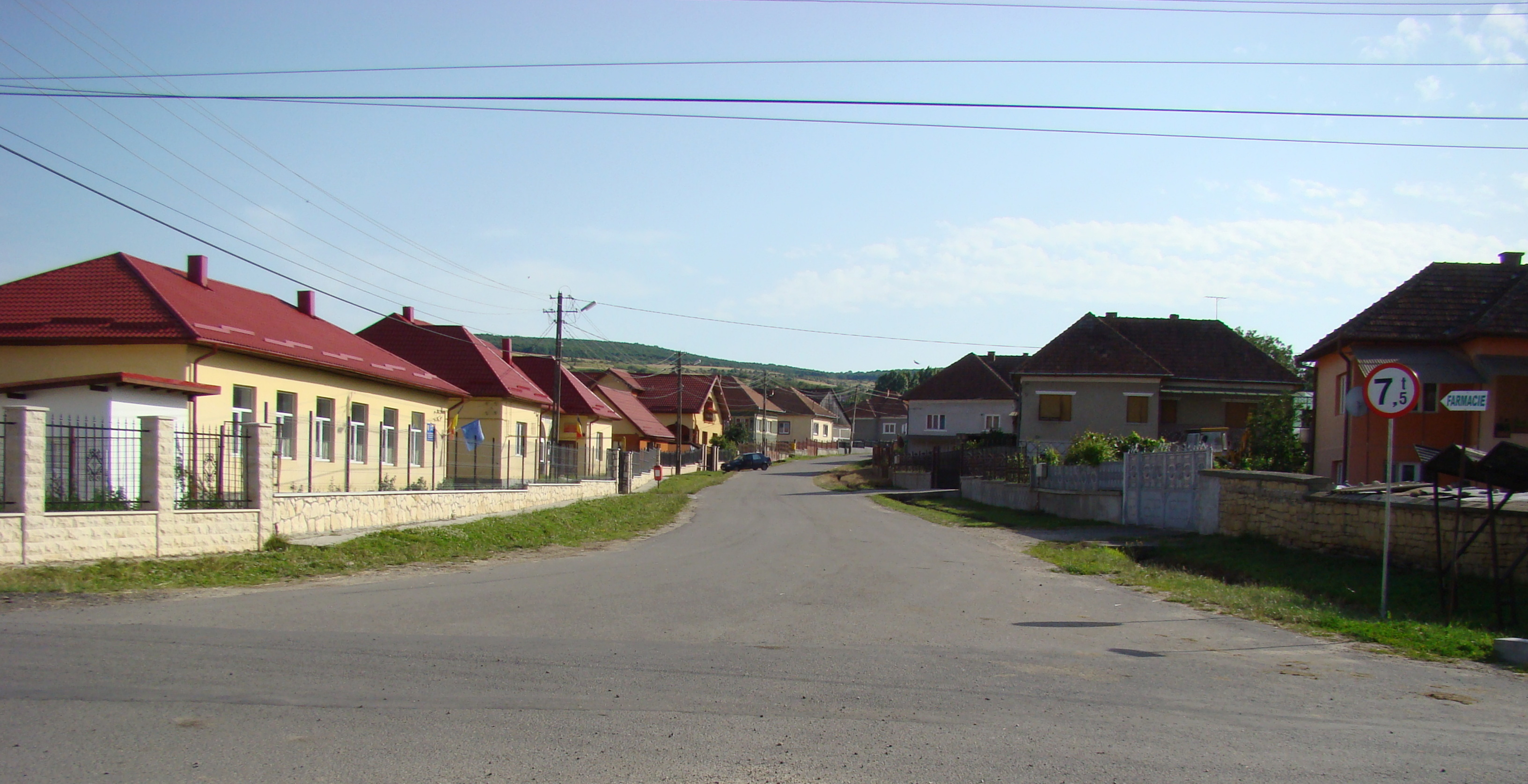
Corușu
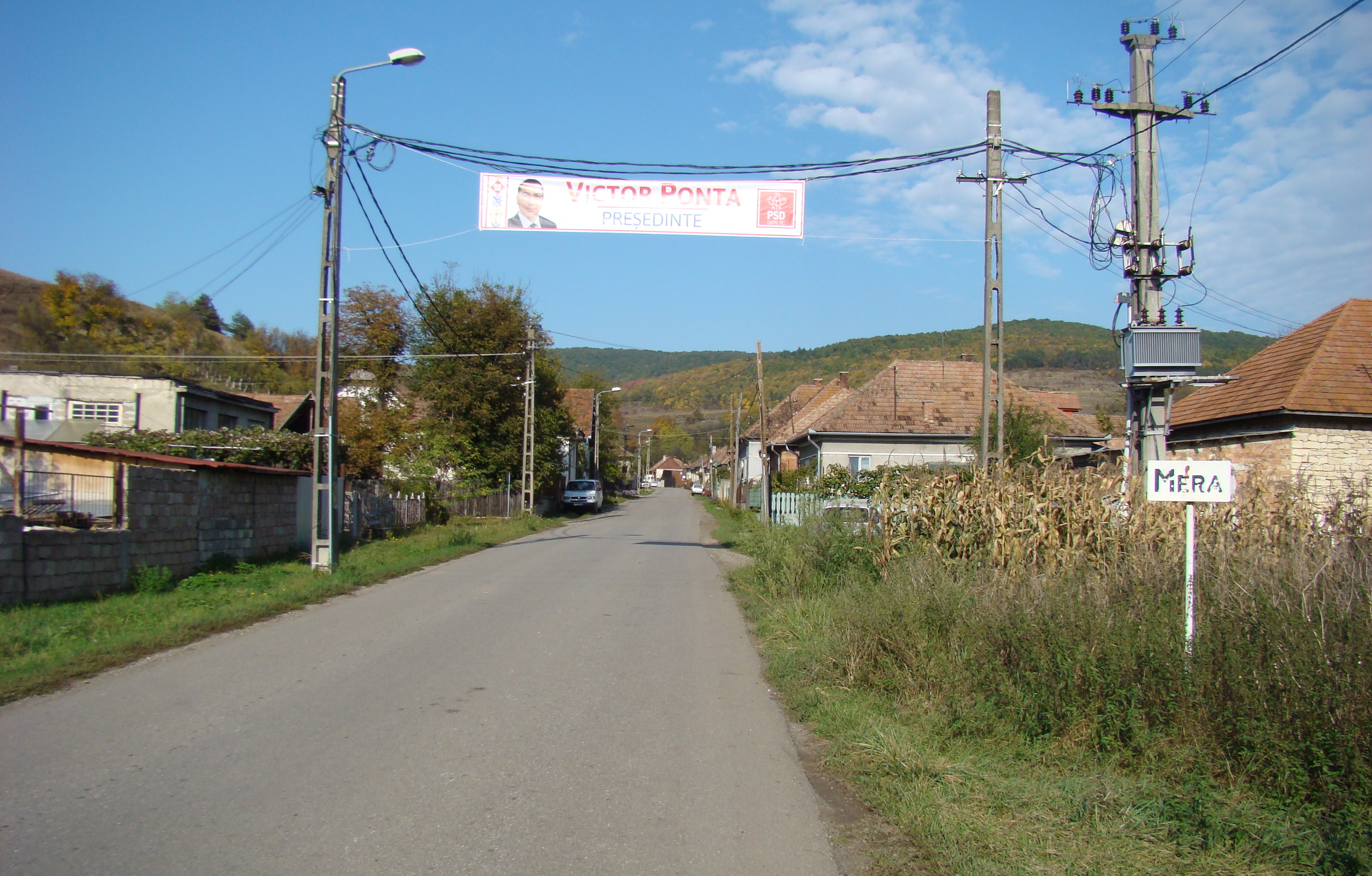
Mera
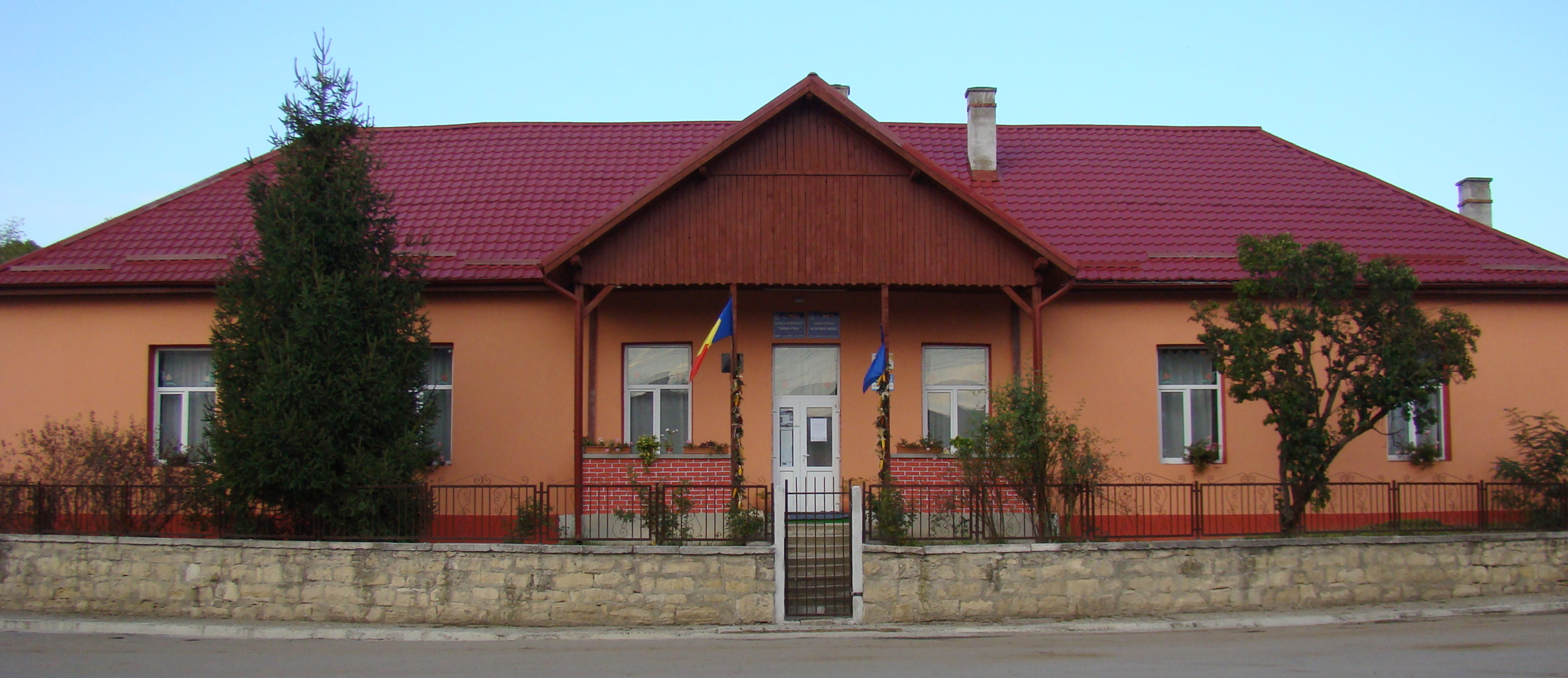
Școala
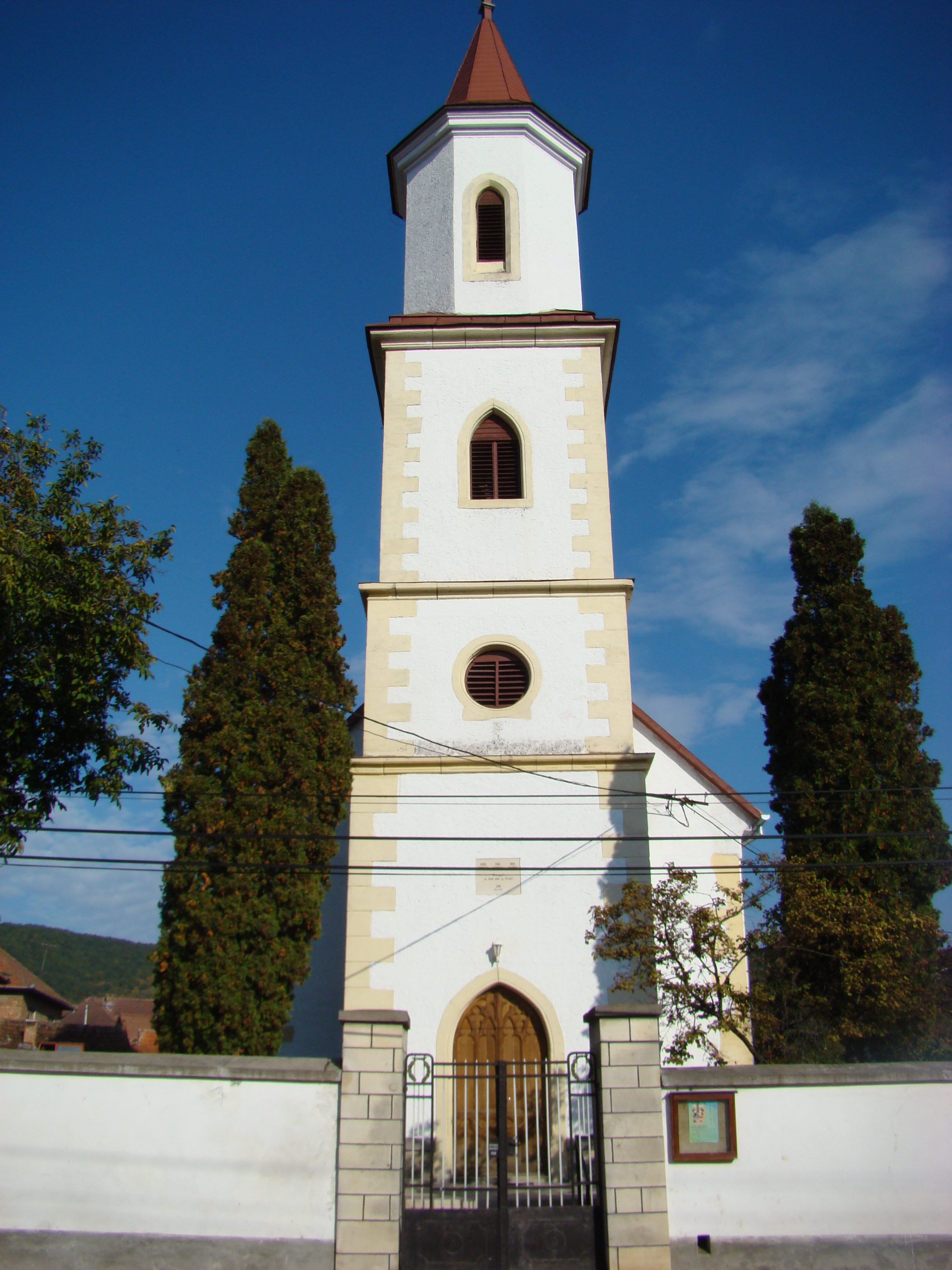
Biserica reformată din satul Mera (monument istoric)
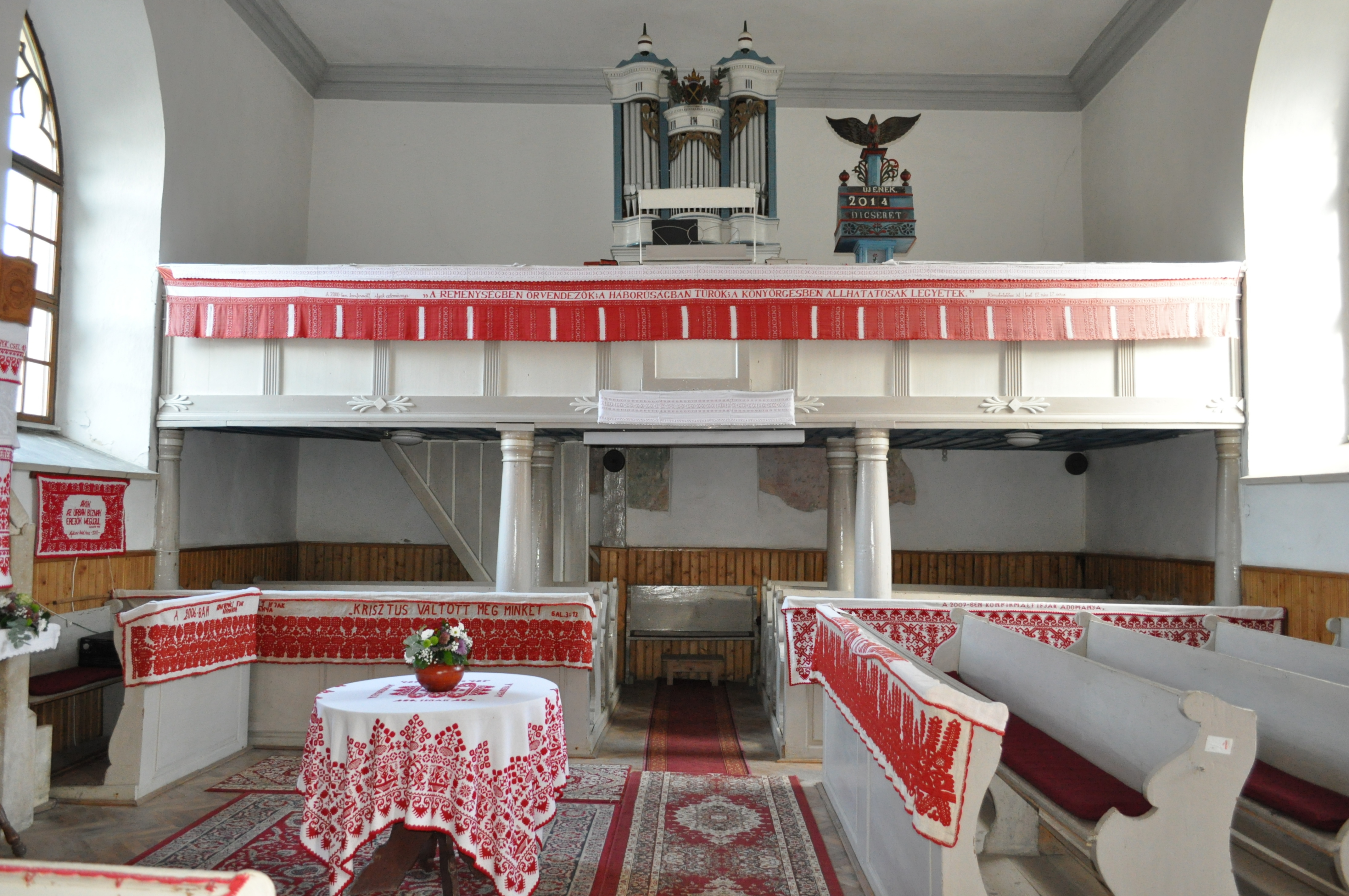
Biserica reformată din satul Mera (monument istoric)
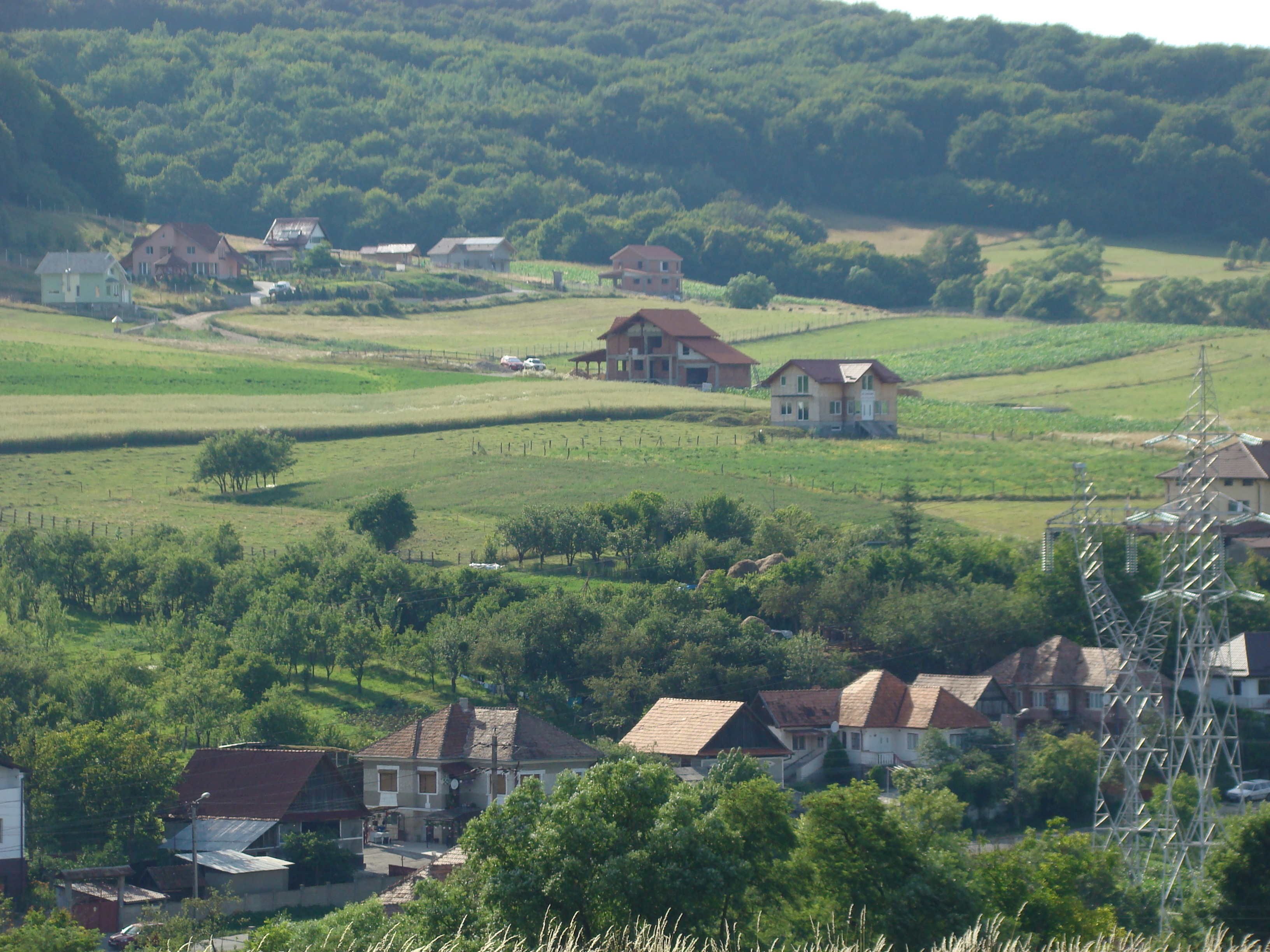
Popești
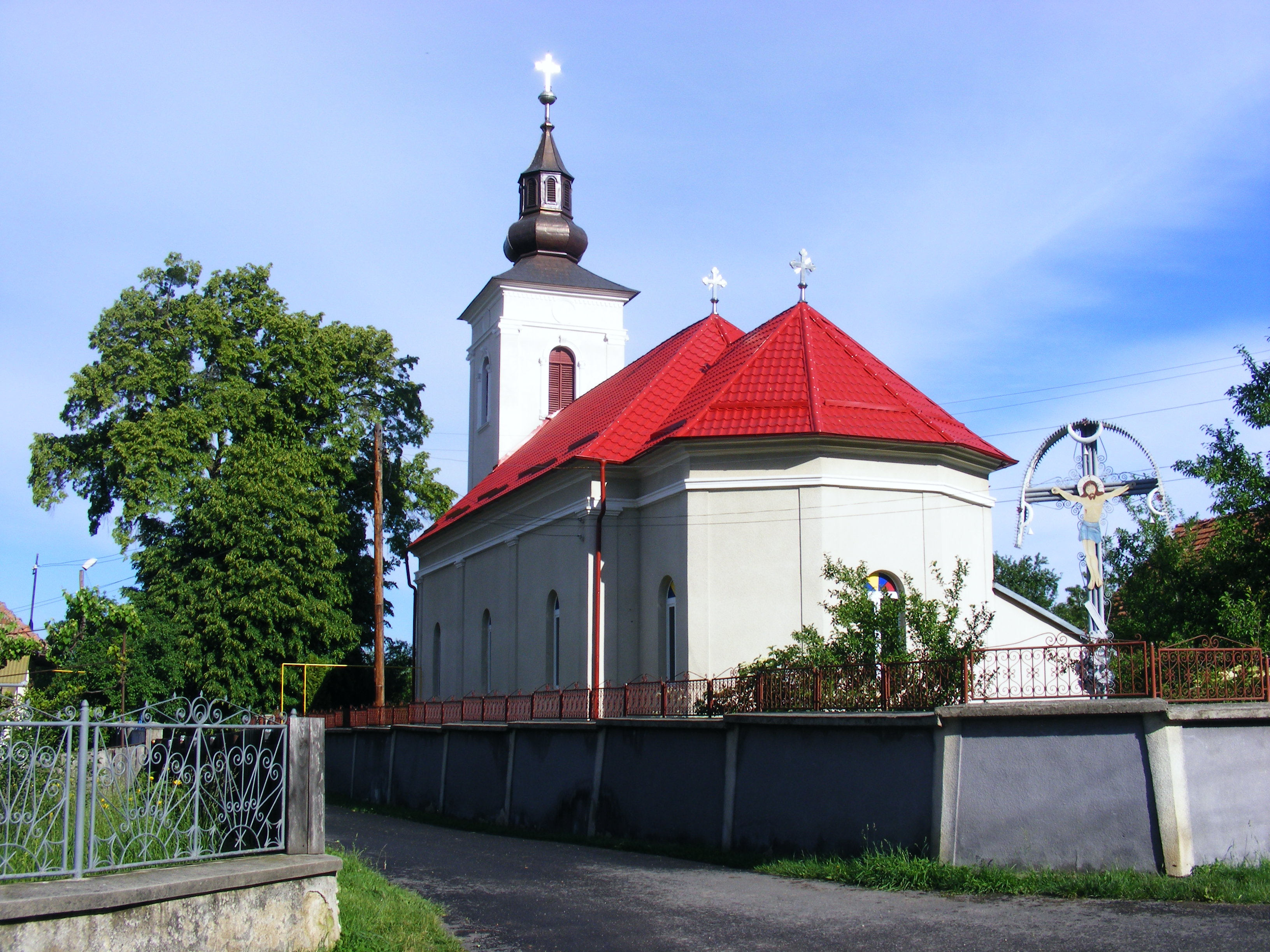
Biserica ortodoxă
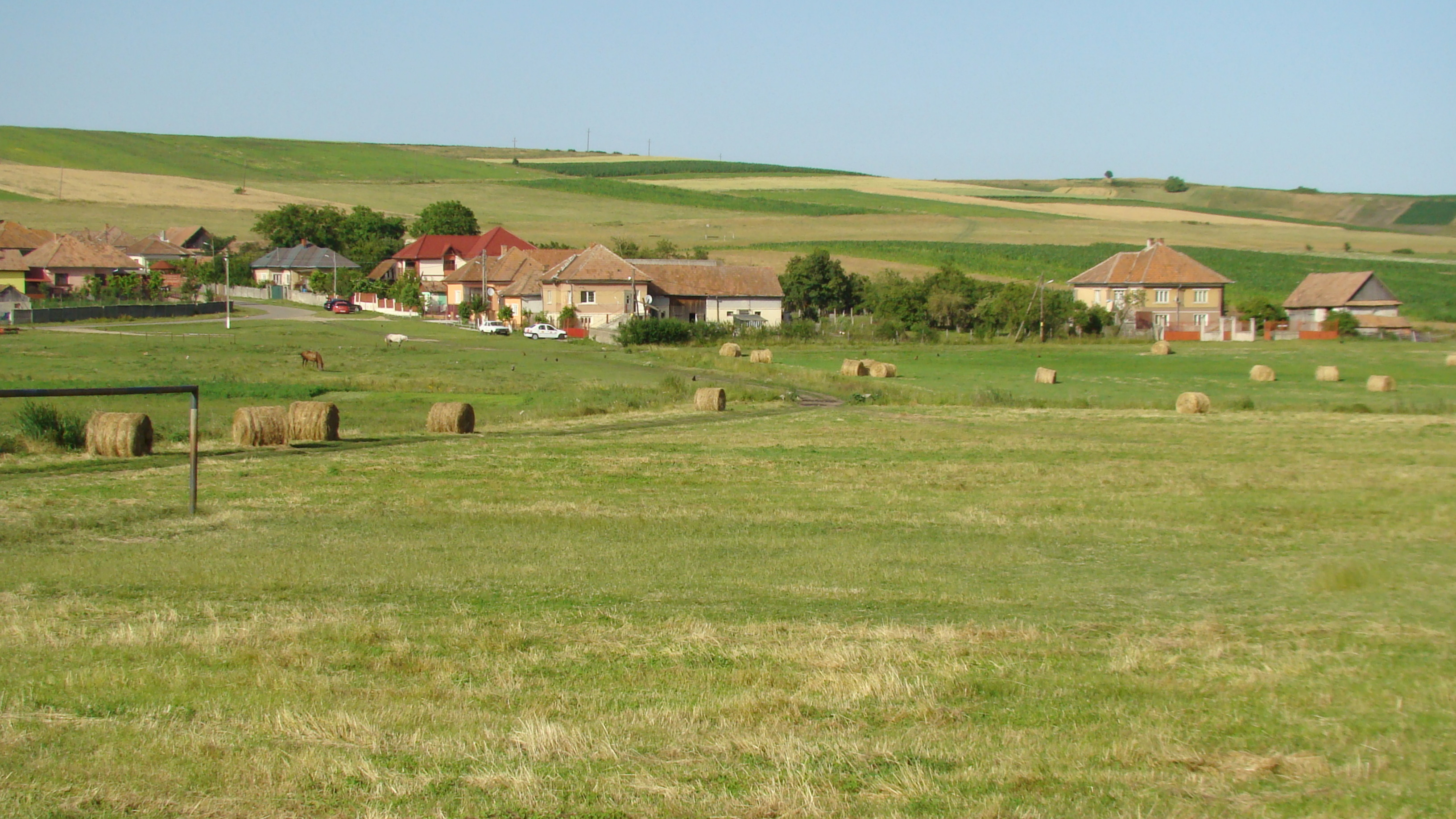
Săliștea Nouă
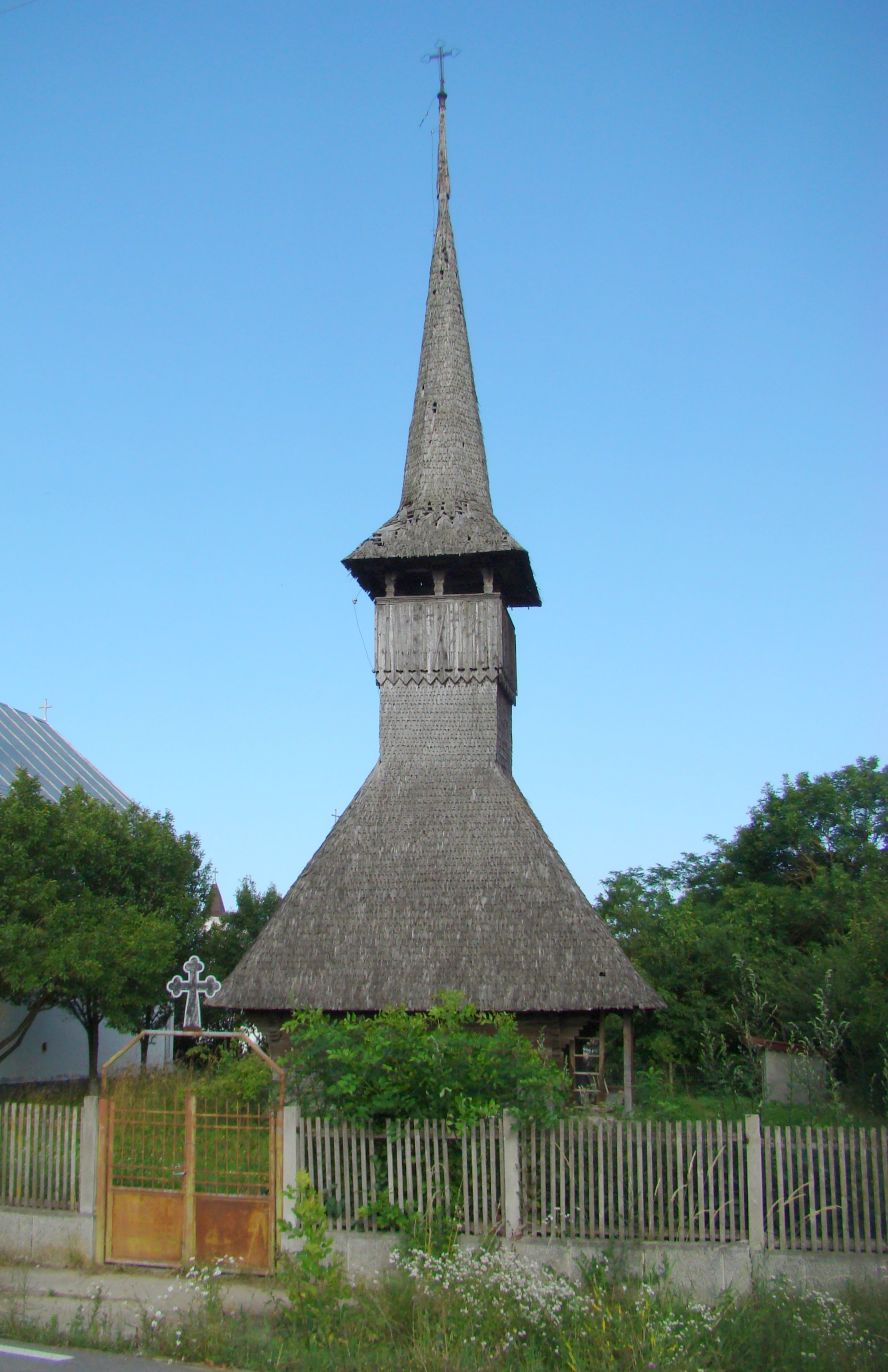
Biserica de lemn din satul Săliștea Nouă (monument istoric)
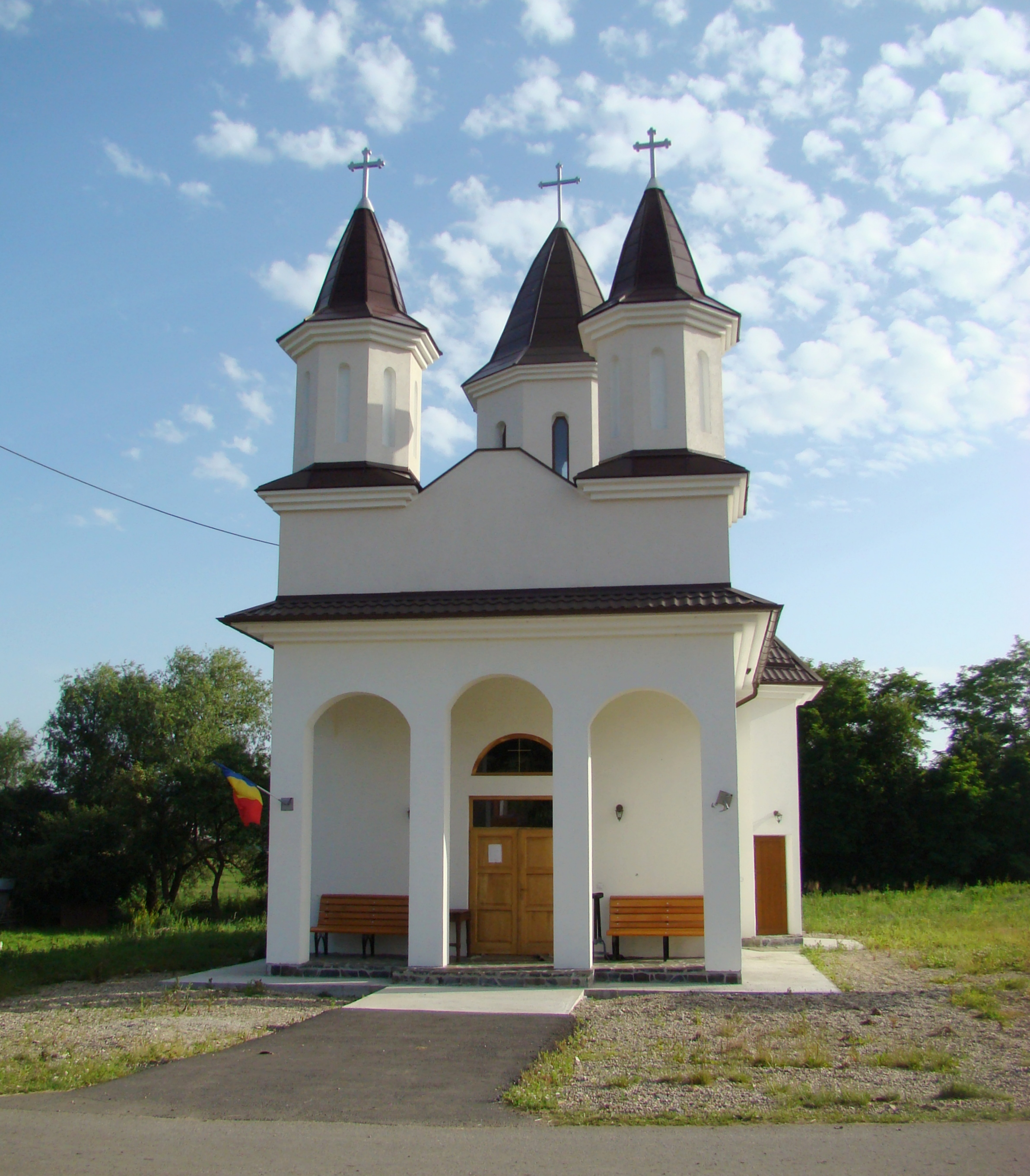
Biserica ortodoxă „Duminica Tuturor Sfinților”
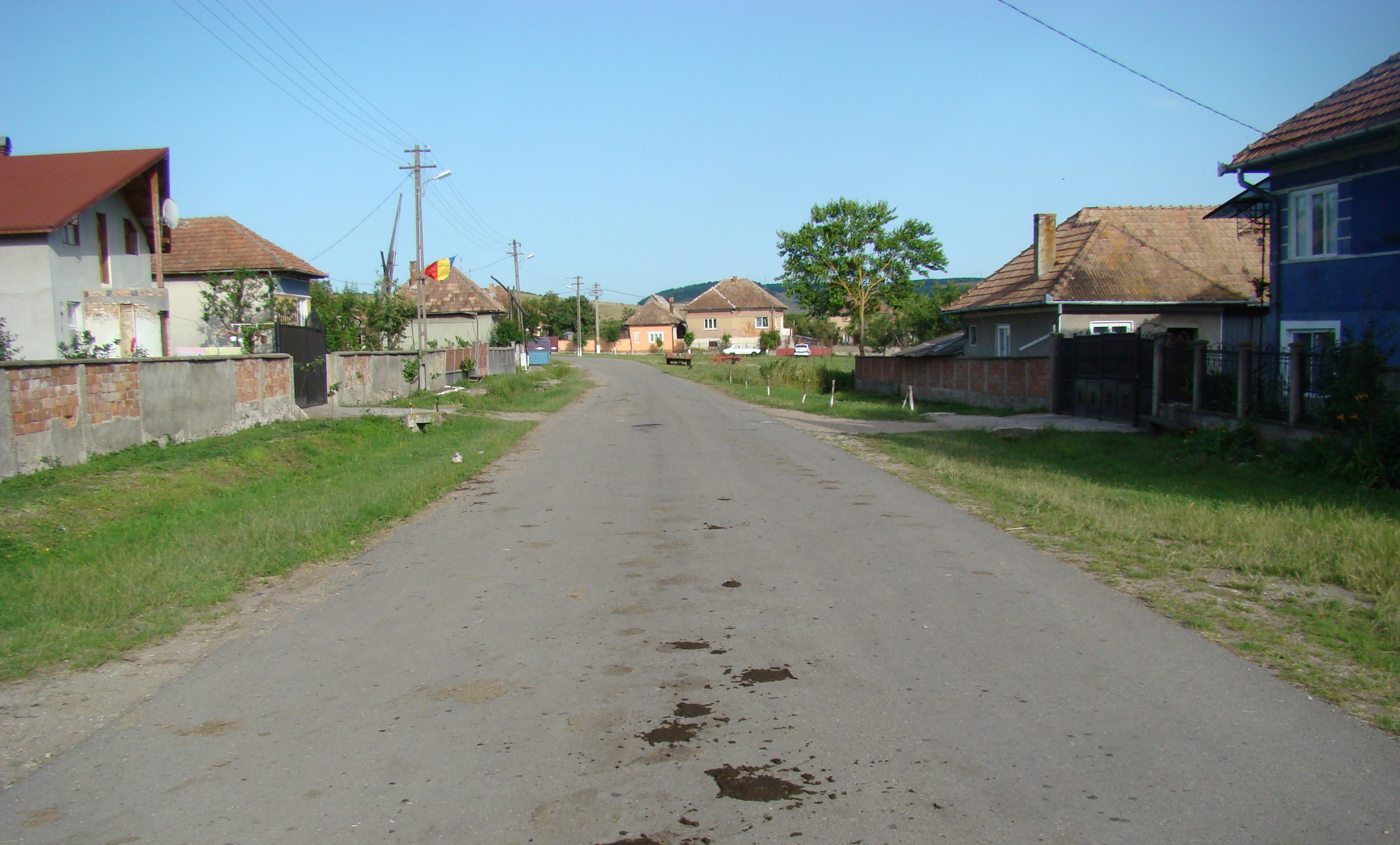
Săliștea Nouă
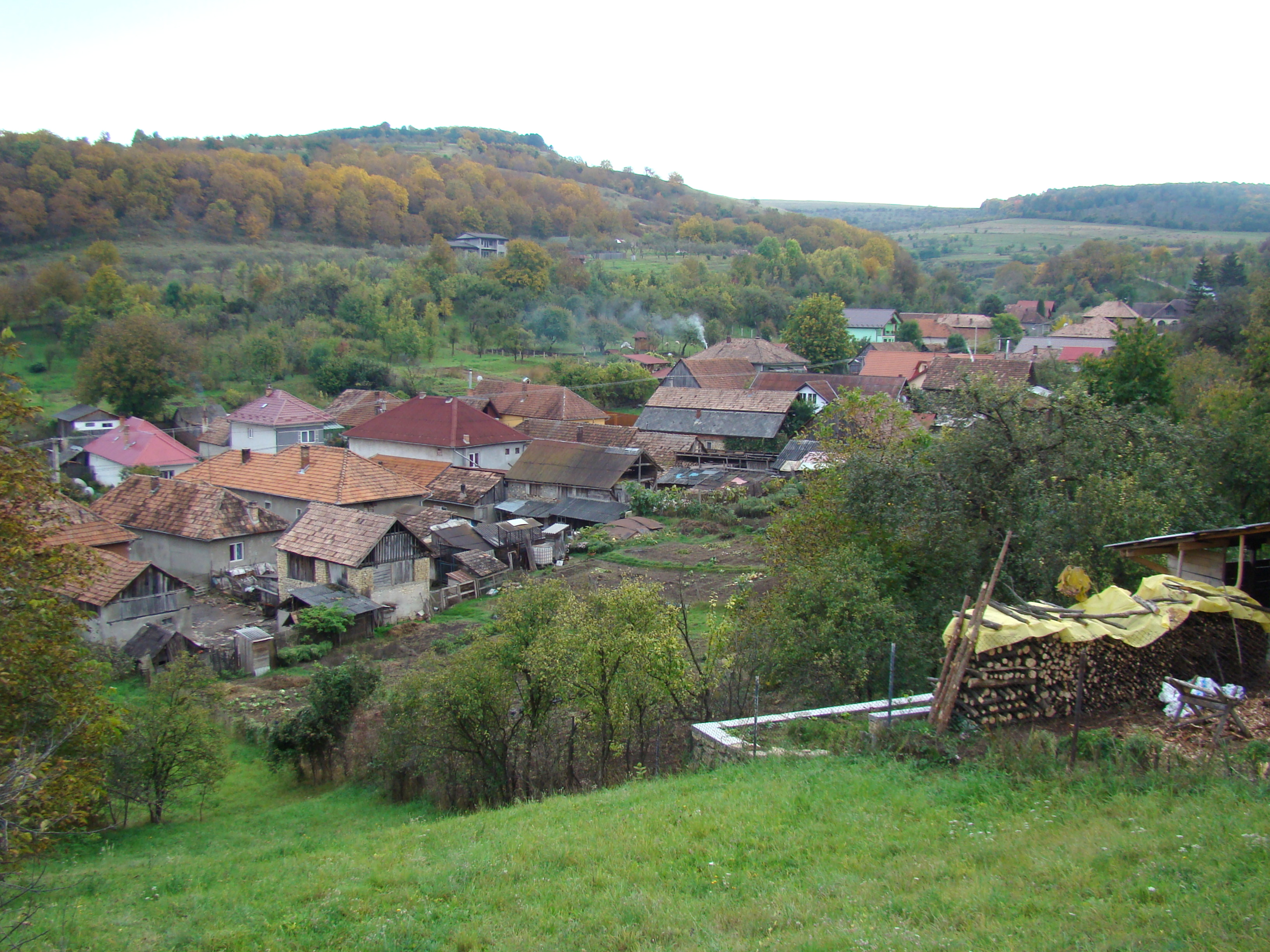
Suceagu
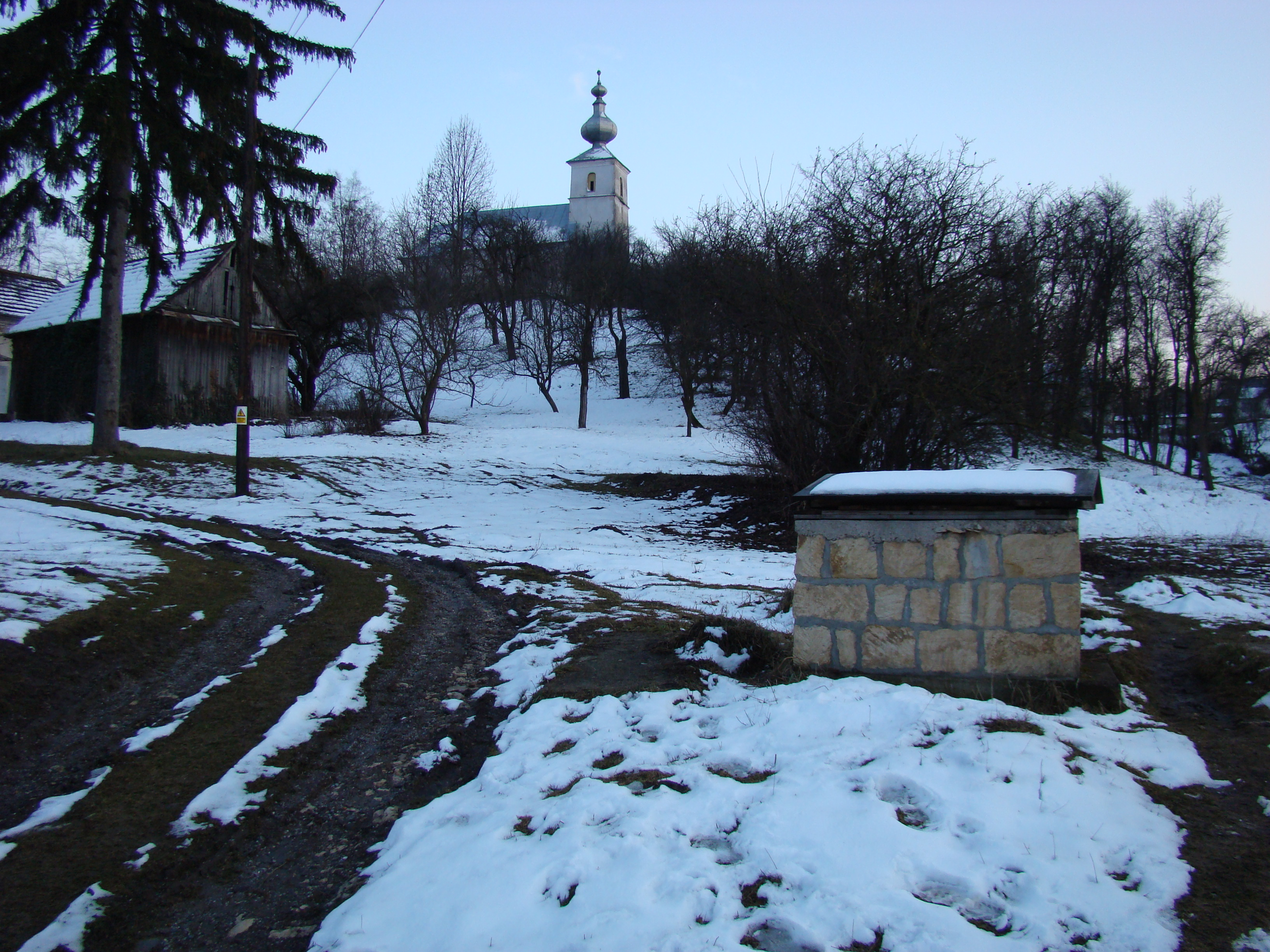
Biserica reformată din satul Suceagu (monument istoric)
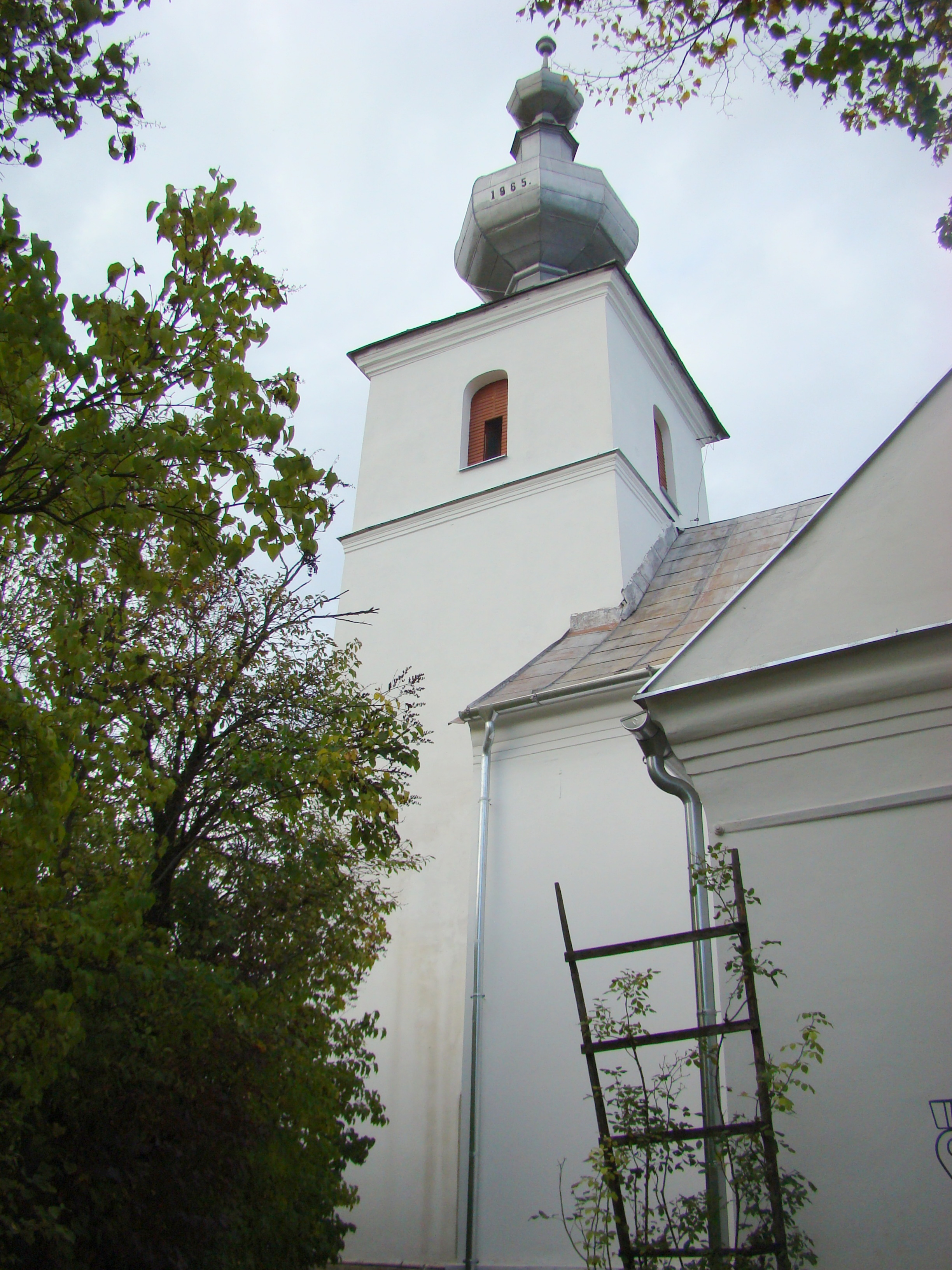
Biserica reformată din satul Suceagu (monument istoric)
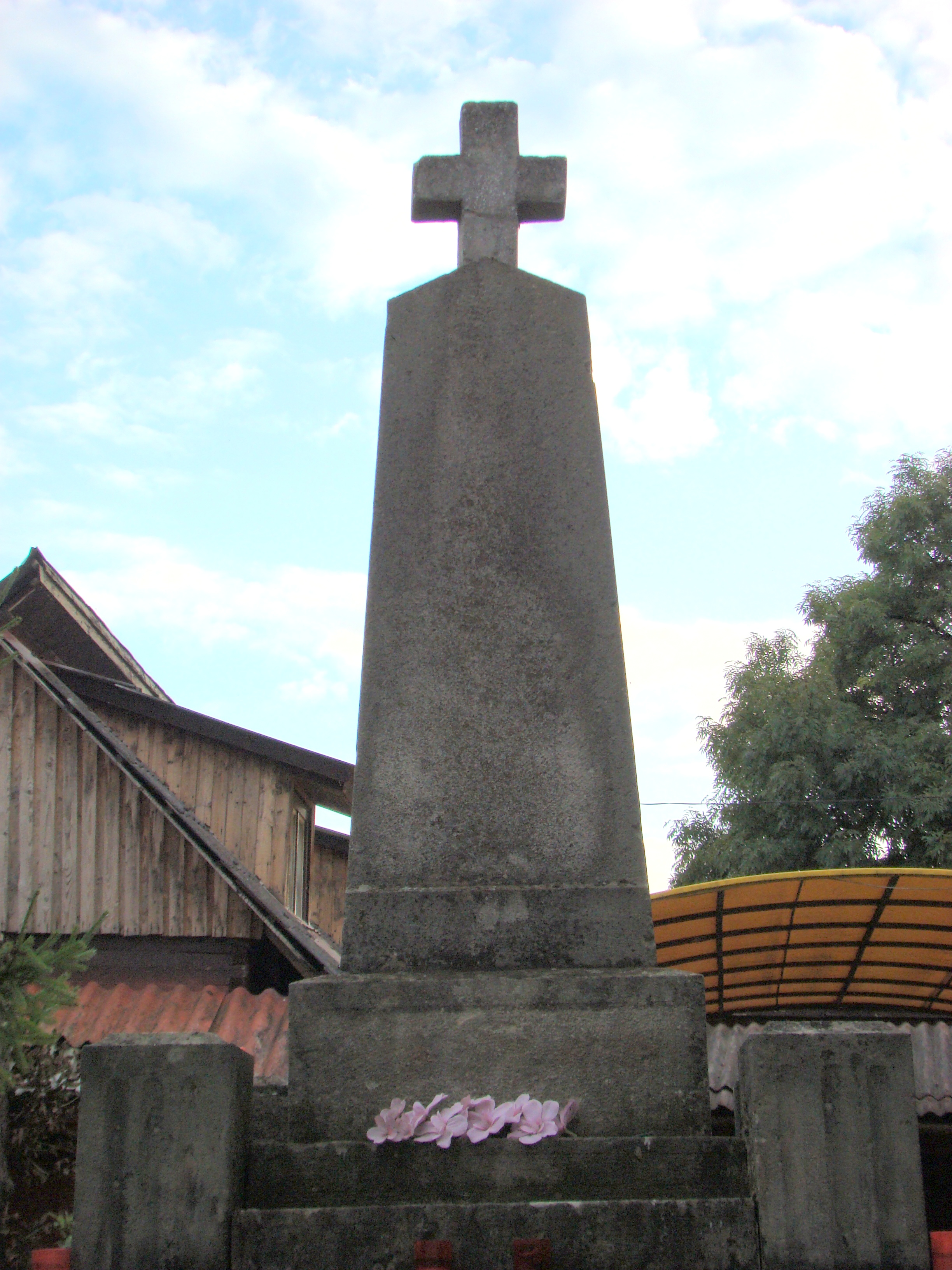
Monumentul Eroilor
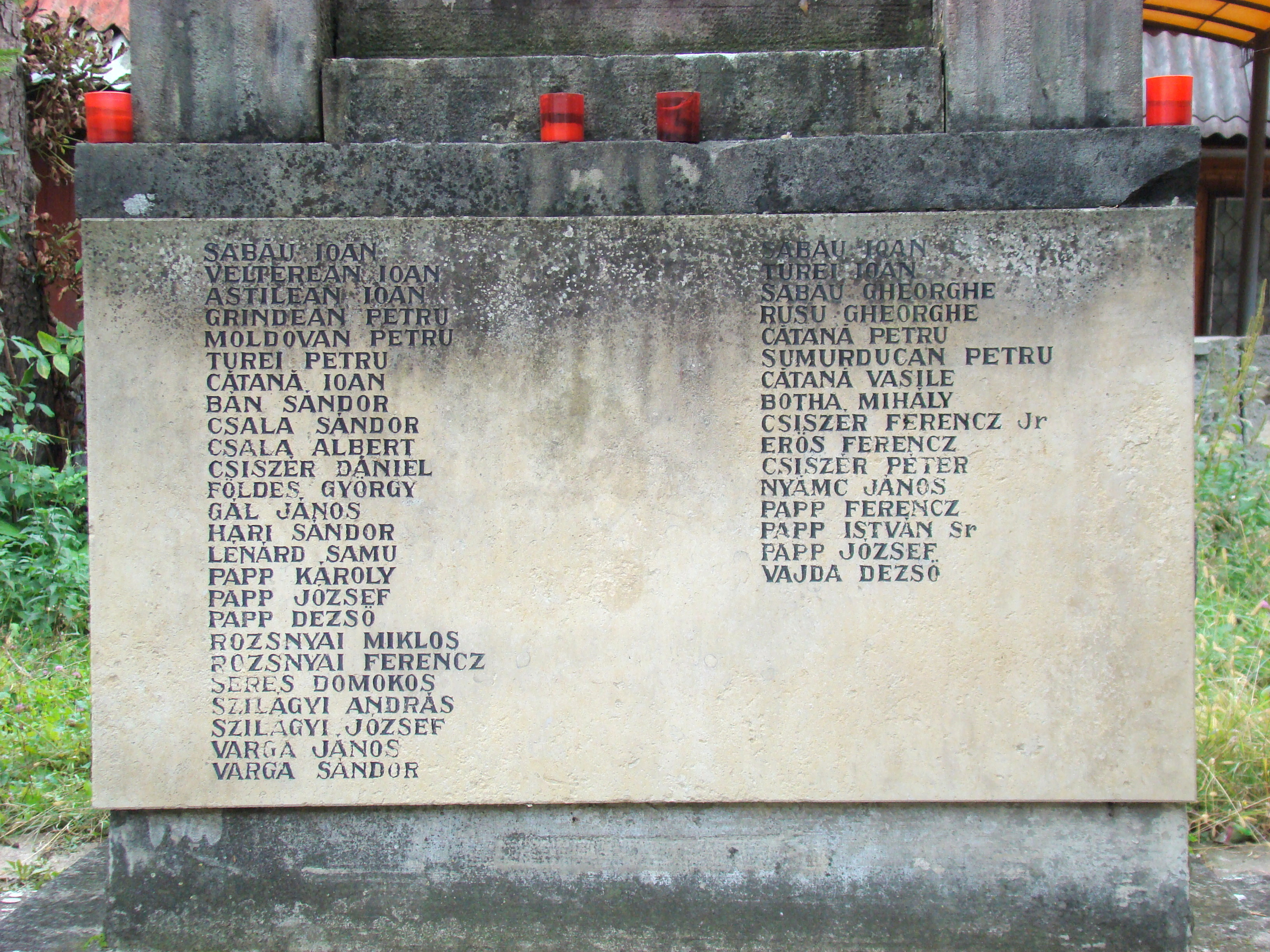
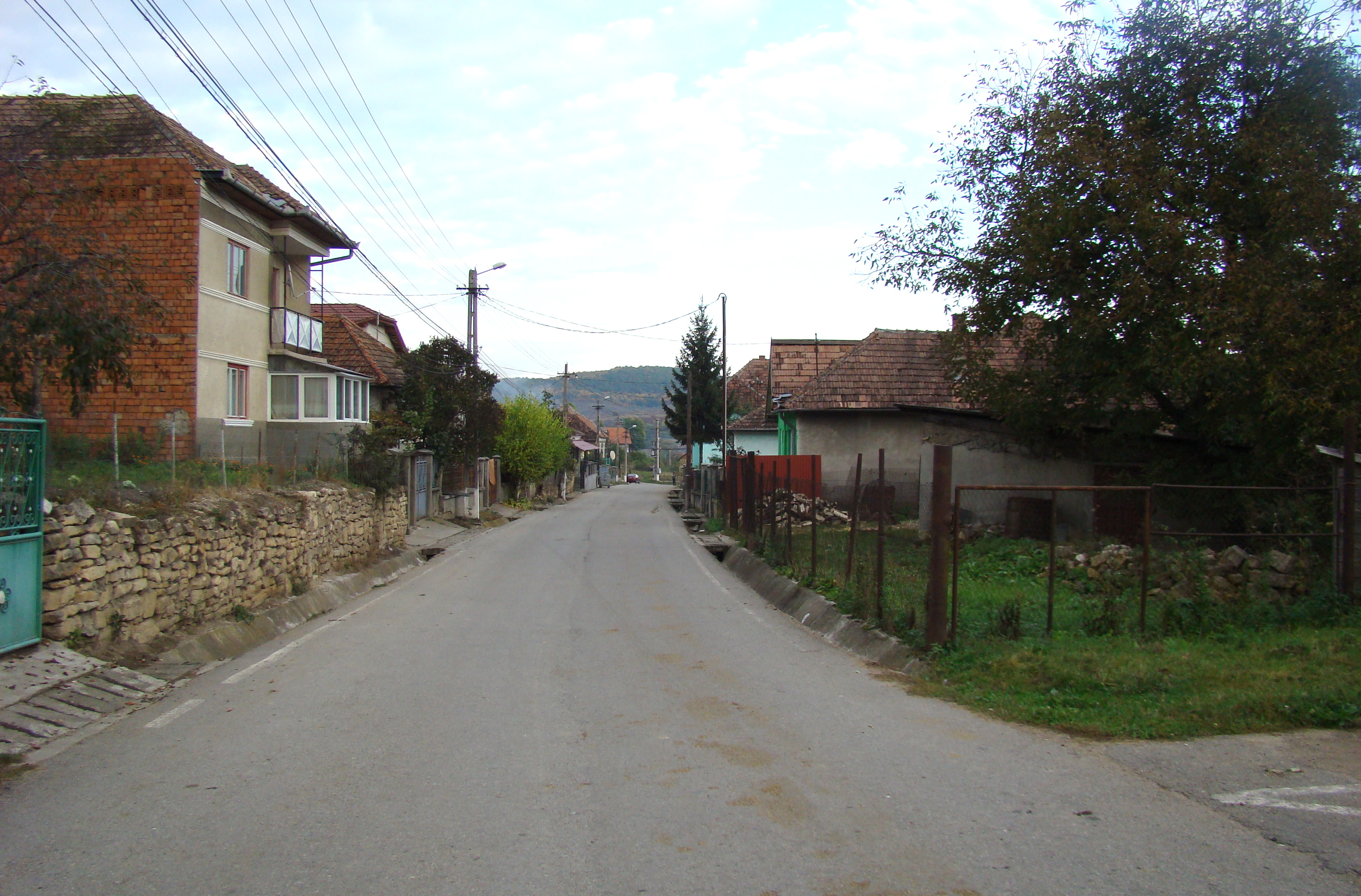
Suceagu